# صموئيل لوثر دانا
صموئيل لوثر دانا (بالإنجليزية: Samuel Luther Dana)‏ هو كيميائي أمريكي، ولد في 11 يوليو 1795، وتوفي في 11 مارس 1868.